# Liga Nacional de Baloncesto 2015
La temporada 2015 de la Liga Nacional de Baloncesto fue la décima temporada de la historia de la competición dominicana de baloncesto. La temporada regular contó con 81 partidos en general (20 por equipo pero los Huracanes y los Reales jugaron un partido extra por el desempate), esta comenzó el 20 de mayo de 2015 y finalizó el 6 de julio de 2015. Los playoffs iniciaron el 8 de julio de 2015 y terminaron el 2 de agosto de 2015, cuando los Metros de Santiago se coronaron campeones de la liga por segunda vez consecutiva al derrotar a los Cañeros del Este 4-3 en la serie final.

## Temporada regular
La temporada regular comenzó el miércoles 20 de mayo de 2015 con un partido inaugural. En la Gran Arena del Cibao Dr. Oscar Gobaira, los Metros de Santiago recibieron a los Titanes del Distrito Nacional. La temporada regular, finalizó el lunes 6 de julio de 2015 con un partido extra para clasificar a los playoffs entre los Huracanes del Atlántico y los Reales de La Vega.

### Clasificaciones
| Circuito Norte | Circuito Norte                     | Circuito Norte | Circuito Norte | Circuito Norte | Circuito Norte | Circuito Norte | Circuito Norte | Circuito Norte | Circuito Norte |
| Pos.           | Equipo                             | PJ             | G              | P              | %              | PD             | Casa           | Fuera          | Pts            |
| -------------- | ---------------------------------- | -------------- | -------------- | -------------- | -------------- | -------------- | -------------- | -------------- | -------------- |
| 1              | Metros de Santiago                 | 20             | 14             | 6              | .700           | -              | 8-2            | 6-4            | 34             |
| 2              | Huracanes del Atlántico            | 21             | 10             | 11             | .476           | 4½             | 6-4            | 4-7            | 31             |
| 3              | Reales de La Vega                  | 21             | 9              | 12             | .429           | 5½             | 6-5            | 3-7            | 30             |
| 4              | Indios de San Francisco de Macorís | 20             | 4              | 16             | .200           | 10             | 3-7            | 1-7            | 24             |

| Circuito Sureste | Circuito Sureste              | Circuito Sureste | Circuito Sureste | Circuito Sureste | Circuito Sureste | Circuito Sureste | Circuito Sureste | Circuito Sureste | Circuito Sureste |
| Pos.             | Equipo                        | PJ               | G                | P                | %                | PD               | Casa             | Fuera            | Pts              |
| ---------------- | ----------------------------- | ---------------- | ---------------- | ---------------- | ---------------- | ---------------- | ---------------- | ---------------- | ---------------- |
| 1                | Cañeros del Este              | 20               | 13               | 7                | .650             | -                | 7-3              | 6-4              | 33               |
| 2                | Soles de Santo Domingo Este   | 20               | 13               | 7                | .650             | -                | 8-2              | 5-5              | 33               |
| 3                | Leones de Santo Domingo       | 20               | 10               | 10               | .500             | 3                | 7-3              | 3-7              | 30               |
| 4                | Titanes del Distrito Nacional | 20               | 8                | 12               | .400             | 5                | 5-5              | 3-7              | 28               |

|  | Clasificados a los Playoffs |

1. 1 2  Entre los Reales y Huracanes hubo un empate y disputaron un partido extra por la clasificación.

### Estadísticas individuales

#### Puntos
| Pos. | Jugador           | Equipo                        | Partidos | Puntos | Promedio |
| ---- | ----------------- | ----------------------------- | -------- | ------ | -------- |
| 1    | Rigoberto Mendoza | Reales de La Vega             | 20       | 477    | 23.9     |
| 2    | Reyshawn Terry    | Cañeros del Este              | 18       | 419    | 23.3     |
| 3    | Gerardo Suero     | Leones de Santo Domingo       | 19       | 433    | 22.8     |
| 4    | Austin Freeman    | Titanes del Distrito Nacional | 19       | 418    | 22.0     |
| 5    | Víctor Liz        | Metros de Santiago            | 19       | 406    | 21.4     |

#### Rebotes
| Pos. | Jugador         | Equipo                             | Partidos | Rebotes | Promedio |
| ---- | --------------- | ---------------------------------- | -------- | ------- | -------- |
| 1    | Dwayne Jones    | Leones de Santo Domingo            | 10       | 154     | 15.4     |
| 2    | Alejo Rodríguez | Huracanes del Atlántico            | 15       | 134     | 8.9      |
| 3    | Alejandro Salas | Indios de San Francisco de Macorís | 17       | 150     | 8.8      |
| 4    | Alexis Montas   | Huracanes del Atlántico            | 20       | 167     | 8.4      |
| 5    | Reyshawn Terry  | Cañeros del Este                   | 18       | 149     | 8.3      |

#### Asistencias
| Pos. | Jugador        | Equipo                        | Partidos | Asistencias | Promedio |
| ---- | -------------- | ----------------------------- | -------- | ----------- | -------- |
| 1    | Ronnie Taylor  | Soles de Santo Domingo Este   | 20       | 99          | 5.0      |
| 2    | Kelvin Peña    | Cañeros del Este              | 20       | 91          | 4.6      |
| 3    | Austin Freeman | Titanes del Distrito Nacional | 19       | 79          | 4.2      |
| 4    | José Acosta    | Reales de La Vega             | 15       | 58          | 3.9      |
| 5    | Víctor Liz     | Metros de Santiago            | 19       | 69          | 3.6      |

#### Robos
| Pos. | Jugador           | Equipo             | Partidos | Robos | Promedio |
| ---- | ----------------- | ------------------ | -------- | ----- | -------- |
| 1    | José Acosta       | Reales de La Vega  | 15       | 45    | 3.0      |
| 2    | Víctor Liz        | Metros de Santiago | 19       | 50    | 2.6      |
| 3    | Rigoberto Mendoza | Reales de La Vega  | 20       | 46    | 2.3      |
| 4    | Bobby Pandy       | Cañeros del Este   | 20       | 40    | 2.0      |
| 5    | Ricardo Soliver   | Metros de Santiago | 20       | 37    | 1.9      |

#### Tapones
| Pos. | Jugador               | Equipo                      | Partidos | Tapones | Promedio |
| ---- | --------------------- | --------------------------- | -------- | ------- | -------- |
| 1    | Willie Reed           | Metros de Santiago          | 11       | 23      | 2.1      |
| 2    | Matthew Bryan-Amaning | Soles de Santo Domingo Este | 18       | 27      | 1.5      |
| 3    | Herve Lamizana        | Reales de La Vega           | 12       | 18      | 1.5      |
| 4    | Eloy Vargas           | Metros de Santiago          | 15       | 19      | 1.3      |
| 5    | Reggie Okosa          | Leones de Santo Domingo     | 13       | 16      | 1.2      |

#### Porcentaje de tiros de campo
| Pos. | Jugador               | Equipo                        | Partidos | TCA | TCI | Porcentaje |
| ---- | --------------------- | ----------------------------- | -------- | --- | --- | ---------- |
| 1    | Robert Glenn          | Metros de Santiago            | 19       | 142 | 224 | 63.39%     |
| 2    | Reyshawn Terry        | Cañeros del Este              | 18       | 150 | 248 | 60.48%     |
| 3    | Matthew Bryan-Amaning | Soles de Santo Domingo Este   | 18       | 138 | 242 | 57.02%     |
| 4    | Edward Santana        | Titanes del Distrito Nacional | 14       | 112 | 197 | 56.85%     |
| 5    | Jonathan Rodríguez    | Soles de Santo Domingo Este   | 20       | 126 | 236 | 53.39%     |

#### Porcentaje de triples
| Pos. | Jugador           | Equipo                      | Partidos | 3PA | 3PI | Porcentaje |
| ---- | ----------------- | --------------------------- | -------- | --- | --- | ---------- |
| 1    | Osvaldo López     | Metros de Santiago          | 18       | 32  | 56  | 57.14%     |
| 2    | Reyshawn Terry    | Cañeros del Este            | 18       | 26  | 52  | 50.00%     |
| 3    | Ricardo Soliver   | Metros de Santiago          | 20       | 33  | 71  | 46.48%     |
| 4    | Gerardo Suero     | Leones de Santo Domingo     | 19       | 58  | 133 | 43.61%     |
| 5    | Juan Miguel Suero | Soles de Santo Domingo Este | 20       | 25  | 60  | 41.67%     |

#### Porcentaje de tiros libres
| Pos. | Jugador            | Equipo                      | Partidos | TLA | TLI | Porcentaje |
| ---- | ------------------ | --------------------------- | -------- | --- | --- | ---------- |
| 1    | Walker Russell Jr. | Leones de Santo Domingo     | 20       | 45  | 51  | 88.24%     |
| 2    | Manuel Guzmán      | Soles de Santo Domingo Este | 14       | 51  | 58  | 87.93%     |
| 3    | Víctor Liz         | Metros de Santiago          | 20       | 93  | 107 | 86.92%     |
| 4    | Kelvin Peña        | Cañeros del Este            | 20       | 70  | 81  | 86.42%     |
| 5    | Reyshawn Terry     | Cañeros del Este            | 18       | 93  | 110 | 84.55%     |

### Premios
- Jugador Más Valioso:

-  Reyshawn Terry, Cañeros del Este

- Jugador Defensivo del Año:

-  Matthew Bryan-Amaning, Soles de Santo Domingo Este

- Mejor Sexto Hombre del Año:

-  Rafael Crisóstomo, Huracanes del Atlántico

- Novato del Año:

-  Orlando Sánchez, Metros de Santiago

- Dirigente del Año:

-  Carlos González, Metros de Santiago

| - Equipo Todos Estrellas: - Reyshawn Terry, Cañeros del Este - Rigoberto Mendoza, Reales de La Vega - Matthew Bryan-Amaning, Soles de Santo Domingo Este - Robert Glenn, Metros de Santiago - Víctor Liz, Metros de Santiago | - 2º Equipo Todos Estrellas: - Ronnie Taylor, Soles de Santo Domingo Este - Kelvin Peña, Cañeros del Este - Gerardo Suero, Leones de Santo Domingo - Alejo Rodríguez, Huracanes del Atlántico - Edward Santana, Titanes del Distrito Nacional |

## Playoffs
|  | Semifinales | Semifinales                 | Semifinales |                  |    | Serie Final        | Serie Final | Serie Final |  |
|  | Mejor de 5  | Mejor de 5                  | Mejor de 5  |                  |    | Mejor de 7         | Mejor de 7  | Mejor de 7  |  |
|  |             |                             |             |                  |    |                    |             |             |  |
|  |             |                             |             |                  |    |                    |             |             |  |
|  | N1          | Metros de Santiago          | 3           |                  |    |                    |             |             |  |
|  | N1          | Metros de Santiago          | 3           |                  |    |                    |             |             |  |
|  | N2          | Huracanes del Atlántico     | 1           |                  |    |                    |             |             |  |
|  | N2          | Huracanes del Atlántico     | 1           |                  | N1 | Metros de Santiago | 4           |             |  |
|  |             |                             |             |                  | N1 | Metros de Santiago | 4           |             |  |
|  |             |                             | S1          | Cañeros del Este | 3  |                    |             |             |  |
|  | S1          | Cañeros del Este            | S1          | Cañeros del Este | 3  | 3                  |             |             |  |
|  | S1          | Cañeros del Este            |             |                  |    | 3                  |             |             |  |
|  | S2          | Soles de Santo Domingo Este | 2           |                  |    |                    |             |             |  |
|  | S2          | Soles de Santo Domingo Este | 2           |                  |    |                    |             |             |  |
|  |             |                             |             |                  |    |                    |             |             |  |

- N = Circuito Norte
- S = Circuito Sureste

### Finales del Circuito Norte
| 8 de julio de 2015 | Metros de Santiago                                                    | 97–80                | Huracanes del Atlántico                                           |                                                                      |  |  |
|                    | Parciales: 29 - 19, 19 - 31, 23 - 19, 26 - 11                         |                      |                                                                   |                                                                      |  |  |
|                    | Estadísticas Víctor Liz 34 Robert Glenn 7 Víctor Liz y Joel Ramírez 5 | Reporte Pts Reb Asts | Estadísticas 20 O’Darien Basset 9 Alexis Montas 6 O’Darien Basset | Pabellón: Gran Arena del Cibao, Santiago de los Caballeros, Santiago |  |  |
| Metros lidera 1-0  |                                                                       |                      |                                                                   |                                                                      |  |  |
|                    |                                                                       |                      |                                                                   |                                                                      |  |  |

| 10 de julio de 2015 | Huracanes del Atlántico                                                                               | 90–97                | Metros de Santiago                                       |                                                             |  |  |
|                     | Parciales: 14 - 28, 26 - 27, 28 - 21, 22 - 21                                                         |                      |                                                          |                                                             |  |  |
|                     | Estadísticas O’Darien Basset y Bernardo Polanco 18 Alexis Montas y Danilo Pinnock 8 O’Darien Basset 5 | Reporte Pts Reb Asts | Estadísticas 35 Víctor Liz 8 Víctor Liz 4 Maurice Carter | Pabellón: Polideportivo Fabio Rafael González, Puerto Plata |  |  |
| Metros lidera 2-0   | |                      |                                                          |                                                             |  |  |
|                     | |                      |                                                          |                                                             |  |  |

| 12 de julio de 2015 | Metros de Santiago                                          | 81–86                | Huracanes del Atlántico                                                                                |                                                                      |  |  |
|                     | Parciales: 14 - 32, 25 - 14, 20 - 17, 22 - 23               |                      | |                                                                      |  |  |
|                     | Estadísticas Robert Glenn 24 Robert Glenn 11 Robert Glenn 4 | Reporte Pts Reb Asts | Estadísticas 33 O’Darien Basset 7 O’Darien Basset y Antoine Broxsie 3 O’Darien Basset y Danilo Pinnock | Pabellón: Gran Arena del Cibao, Santiago de los Caballeros, Santiago |  |  |
| Metros lidera 2-1   |                                                             |                      | |                                                                      |  |  |
|                     |                                                             |                      | |                                                                      |  |  |

| 15 de julio de 2015      | Huracanes del Atlántico                                         | 83–90                | Metros de Santiago                                                      |                                                             |  |  |
|                          | Parciales: 21 - 22, 16 - 22, 29 - 17, 15 - 20 (T.E.: 2 - 9)     |                      |                                                                         |                                                             |  |  |
|                          | Estadísticas Danilo Pinnock 20 Alexis Montas 8 Danilo Pinnock 5 | Reporte Pts Reb Asts | Estadísticas 16 Eloy Vargas 12 Robert Glenn 5 Víctor Liz y Robert Glenn | Pabellón: Polideportivo Fabio Rafael González, Puerto Plata |  |  |
| Metros gana la serie 3-1 |                                                                 |                      |                                                                         |                                                             |  |  |
|                          |                                                                 |                      |                                                                         |                                                             |  |  |

### Finales del Circuito Sureste
| 8 de julio de 2015 | Cañeros del Este                                               | 90–76                | Soles de Santo Domingo Este                                              |                                                                 |  |  |
|                    | Parciales: 23 - 19, 19 - 25, 21 - 10, 27 - 22                  |                      |                                                                          |                                                                 |  |  |
|                    | Estadísticas Reyshawn Terry 27 Reyshawn Terry 10 Kelvin Peña 9 | Reporte Pts Reb Asts | Estadísticas 24 Matthew Bryan-Amaning 9 Alejandro Salas 3 tres jugadores | Pabellón: Polideportivo Eleoncio Mercedes, La Romana, La Romana |  |  |
| Cañeros lidera 1-0 |                                                                |                      |                                                                          |                                                                 |  |  |
|                    |                                                                |                      |                                                                          |                                                                 |  |  |

| 10 de julio de 2015 | Soles de Santo Domingo Este                                                      | 92–90                | Cañeros del Este                                            |                                                                         |  |  |
|                     | Parciales: 21 - 25, 26 - 21, 23 - 29, 22 - 15                                    |                      |                                                             |                                                                         |  |  |
|                     | Estadísticas Matthew Bryan-Amaning 27 Matthew Bryan-Amaning 9 Camontae Griffin 6 | Reporte Pts Reb Asts | Estadísticas 29 Kelvin Peña 11 Reyshawn Terry 5 Kelvin Peña | Pabellón: Polideportivo Mauricio Báez, Santo Domingo, Distrito Nacional |  |  |
| Serie empatada 1-1  |                                                                                  |                      |                                                             |                                                                         |  |  |
|                     |                                                                                  |                      |                                                             |                                                                         |  |  |

| 12 de julio de 2015 | Cañeros del Este                                               | 107–83               | Soles de Santo Domingo Este                                                |                                                                 |  |  |
|                     | Parciales: 27 - 16, 29 - 30, 25 - 24, 26 - 13                  |                      |                                                                            |                                                                 |  |  |
|                     | Estadísticas Reyshawn Terry 40 Reyshawn Terry 12 Kelvin Peña 5 | Reporte Pts Reb Asts | Estadísticas 26 Juan Miguel Suero 8 Juan Miguel Suero 6 Jonathan Rodríguez | Pabellón: Polideportivo Eleoncio Mercedes, La Romana, La Romana |  |  |
| Cañeros lidera 2-1  |                                                                |                      |                                                                            |                                                                 |  |  |
|                     |                                                                |                      |                                                                            |                                                                 |  |  |

| 15 de julio de 2015 | Soles de Santo Domingo Este                                       | 95–85                | Cañeros del Este                                      |                                                                         |  |  |
|                     | Parciales: 26 - 26, 29 - 22, 19 - 19, 21 - 18                     |                      |                                                       |                                                                         |  |  |
|                     | Estadísticas Alejandro Salas 24 Alejandro Salas 9 Franklin Penn 3 | Reporte Pts Reb Asts | Estadísticas 36 Sam Young 9 Kelvin Peña 8 Kelvin Peña | Pabellón: Polideportivo Mauricio Báez, Santo Domingo, Distrito Nacional |  |  |
| Serie empatada 2-2  |                                                                   |                      |                                                       |                                                                         |  |  |
|                     |                                                                   |                      |                                                       |                                                                         |  |  |

| 17 de julio de 2015       | Cañeros del Este                                           | 92–87                | Soles de Santo Domingo Este                                                           |                                                                 |  |  |
|                           | Parciales: 24 - 20, 25 - 23, 19 - 18, 24 - 26              |                      |                                                                                       |                                                                 |  |  |
|                           | Estadísticas Reyshawn Terry 33 Bobby Pandy 10 Ramón Ruiz 5 | Reporte Pts Reb Asts | Estadísticas 23 Alejandro Salas 12 Alejandro Salas 4 Franklin Penn y Camontae Griffin | Pabellón: Polideportivo Eleoncio Mercedes, La Romana, La Romana |  |  |
| Cañeros gana la serie 3-2 |                                                            |                      |                                                                                       |                                                                 |  |  |
|                           |                                                            |                      |                                                                                       |                                                                 |  |  |

### Serie Final
| Partido | Fecha       | Local              | Resultado           | Visitante          |
| ------- | ----------- | ------------------ | ------------------- | ------------------ |
| 1       | 19 de julio | Metros de Santiago | 86-69 (1-0)         | Cañeros del Este   |
| 2       | 22 de julio | Cañeros del Este   | 104-101, T.E. (1-1) | Metros de Santiago |
| 3       | 24 de julio | Metros de Santiago | 107-101 (2-1)       | Cañeros del Este   |
| 4       | 26 de julio | Cañeros del Este   | 99-93 (2-2)         | Metros de Santiago |
| 5       | 29 de julio | Metros de Santiago | 99-92 (3-2)         | Cañeros del Este   |
| 6       | 31 de julio | Cañeros del Este   | 111-104 (3-3)       | Metros de Santiago |
| 7       | 2 de agosto | Metros de Santiago | 101-91 (4-3)        | Cañeros del Este   |

| Campeón de la Liga Nacional de Baloncesto 2015 |
| ---------------------------------------------- |
| Metros de Santiago Cuarto título               |

| Jugador Más Valioso de la Serie Final |
| ------------------------------------- |
| Víctor Liz, Metros de Santiago        |